# Taxiphyllum nitidum
Taxiphyllum nitidum là một loài Rêu trong họ Hypnaceae. Loài này được (Thér.) W.R. Buck miêu tả khoa học đầu tiên năm 1987.